# Torre del Campanario de la Iglesia de Santo Tomé

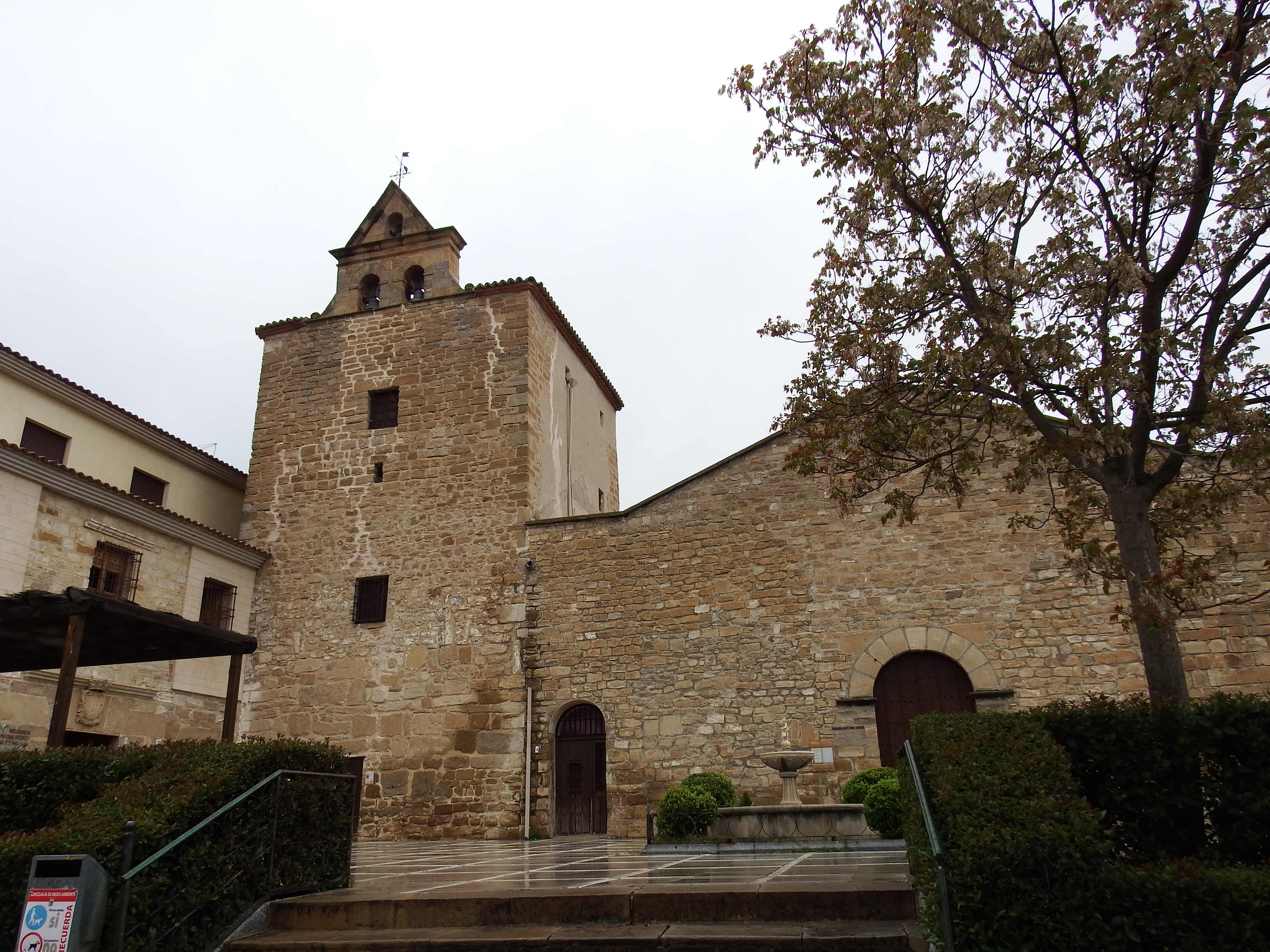
Vista de torre y de la iglesia de Santo Tomás Apóstol

La Torre del Campanario de la Iglesia de Santo Tomé es la torre de la iglesia de Santo Tomás Apóstol, en la localidad de Santo Tomé, provincia de Jaén (Andalucía, España). Fue construida hacia el año 1348, probablemente sobre restos islámicos anteriores. La iglesia fue adosada a dicha construcción militar cristiana a comienzos del siglo XIV.

## Descripción
Su planta es rectangular, casi cuadrada, de 8,70 metros en el lado que da a la plaza, quedando estructurada en planta baja y otras dos plantas más. La torre, que conserva sus rasgos góticos, es de mampostería con hiladas regulares y sillares en las esquinas, quedando cubierta con tejado. 
Está rodeada por construcciones circundantes que dejan visibles dos de sus lados, el que da a la plaza y el opuesto. Está estructurada en tres niveles o plantas. El muro es de mampostería en la parte baja de la torre, de sillarejo a hiladas regulares en su parte alta, y sillares de factura más cuidada reforzando las esquinas. Va cubierta con tejado a cuatro aguas. Se accede por una pequeña puerta que está a nivel del suelo. Posee además tres huecos en este lado frontal, dos de ellos claramente ampliados en época posterior y uno original, hacia la mitad de la fachada, en saetera.
En el siglo XVIII habría sido coronada con una espadaña de cantería dividida en dos cuerpos que albergan las campanas. El inferior presenta dos huecos en medio punto y, sobre la cornisa, un frontón triangular acoge otro hueco más de menores dimensiones. Esta nueva función de la torre como campanario de la iglesia que se sitúa junto a ella, pudo salvarla de la ruina y la desaparición.
El edificio fue consolidado en 1947 dentro del programa de Regiones Devastadas y restaurado recientemente.

## Historia
La torre sobre la que se conformó el campanario de la Iglesia de Santo Tomé, situada a 500 metros sobre el nivel del mar, fue construida hacia 1348 por Pedro Díaz de Toledo, bajo el mandato del Arzobispo de Toledo, Pedro González de Palomeque, aunque no resulta descartable que se construyera sobre restos islámicos anteriores. La Iglesia de Santo Tomé habría sido adosada a la vieja construcción militar cristiana a comienzos del siglo XIV.